# インセクトランド
『インセクトランド』は、香川照之とロマン・トマによる自然教育絵本シリーズ『INSECT LAND』を原作とし、NHK Eテレ『ミニアニメ』枠にて放送されたテレビアニメ。アニメーション制作はトムス・エンタテインメントの子会社トムス・ジーニーズが担当した。

## 登場キャラクター
アダム
声 - 泊明日菜
本作の主人公のヒメボタル。恥ずかしがり屋。ドキドキすると、お腹が光る。
ミア
声 - 久野美咲
ナナホシテントウ。いつも明るい、ハッピーガール。
シャルロット
声 - 美山加恋
ハナカマキリ。かくれんぼが得意。皆のお姉さん的存在。
テオ
声 - 七海ひろき
マメコバチ。インセクトランドの貴公子。サービス精神旺盛なハンサムボーイ。
エデン
声 - 高橋李依
モンシロチョウ。皆の憧れ。優しくエレガントな女の子。ダンスが得意。本を読むのも大好きで、知らないことを調べたり、物語を楽しんだりしている。
アクセル
声 - 花江夏樹
ギンヤンマ。ビュンビュンと素早く飛ぶ。インセクトランドをパトロールしている。
ガブリエル
声 - 奈良徹
ヘラクレスオオカブト。大きくて勇敢な森のお兄さん。
ラファエル
声 - 斉藤貴美子
オオクワガタ。ヤンチャなガキ大将的存在の男の子。
マキシーム
声 - 菊池こころ
ハキリアリ。一生懸命ながんばり屋。
すずらんでんわ
声 - 島本須美
インセクトランドの環境の変化により悩むシャルロットへ、大切なことを教える。
カマキリ先生
声 - 香川照之
エンディング前の昆虫クイズの出題を担当。

## テレビアニメ
2022年4月4日より放送開始。ナレーションは櫻井孝宏。23話から26話はYouTubeのTMSアニメ公式チャンネルにて2024年4月26日から期間限定で公開された。

### スタッフ
- 原作 - 香川照之（作） / ロマン・トマ（絵）『INSECT LAND』[1]
- エグゼクティブプロデューサー - 香川照之[1]
- プロデューサー - 稲毛隆司、高岸遥、岩子鈴木隆浩、奈良部あゆみ、横山真二郎
- アニメーションプロデューサー - 岩崎和義
- 監督 - 川越淳[1]
- シリーズ構成 - 木戸雄一郎[1]
- キャラクターデザイン - 筧あゆみ[1]
- クリエイティブサポート - Studio No Border[1]
- CG監督 - なべしげ[6]
- 編集 - 倉田しおり
- 音楽 - 辻田絢菜
- 音響監督 - 浦上慶子
- 効果 - 徳永義明
- 音響制作 - AUDIO PLANNING U
- 企画協力 - ロータス・ルーツ[1]
- 制作協力 - トムス・ミュージック
- アニメーション制作 - トムス・ジーニーズ[1]
- 制作 - トムス・エンタテインメント[1]
- 制作・著作 - ARANCIONE / インセクトランド製作委員会

### 主題歌
「羽を持つ恋人」
DREAMS COME TRUEによるエンディングテーマ。作詞・作曲は吉田美和、編曲は中村正人、振付はMIKIKO。

### 各話リスト
| 話数   | サブタイトル                               | 脚本       | 絵コンテ          | 初放送日      |
| ------ | ------------------------------------------ | ---------- | ----------------- | ------------- |
| 第1話  | ホタルのアダムとほしぞらパーティー         | 木戸雄一郎 | 川越淳            | 2022年 4月4日 |
| 第2話  | カブトムシのガブリエル、もりのヒーロー     | 木戸雄一郎 | なべしげ          | 4月11日       |
| 第3話  | テントウムシのミア、おそらにタッチ         | 木戸雄一郎 | 川越淳            | 4月18日       |
| 第4話  | ハチのテオとイッツショータイム♪            | 木戸雄一郎 | 川越淳            | 4月25日       |
| 第5話  | クワガタのラファエル、あばれんぼうのひみつ | 木戸雄一郎 | なべしげ          | 5月2日        |
| 第6話  | チョウのエデン、えがおのまほうつかい       | 木戸雄一郎 | 阿部純子          | 5月9日        |
| 第7話  | トンボのアクセル、そらとぶあわてんぼう     | 木戸雄一郎 | なべしげ          | 5月16日       |
| 第8話  | アリのマキシームとちていだいぼうけん       | 木戸雄一郎 | 川越淳            | 5月23日       |
| 第9話  | カマキリのシャルロットとかくれんぼ         | 木戸雄一郎 | なべしげ 中田英輔 | 5月30日       |
| 第10話 | テオのエンジョイダンシング                 | 木戸雄一郎 | なべしげ          | 6月6日        |
| 第11話 | おせわってたいへん！                       | 木戸雄一郎 | 川越淳            | 6月13日       |
| 第12話 | ぴちゃぴちゃ！あめふりあそび♪              | 木戸雄一郎 | なべしげ          | 6月20日       |
| 第13話 | なぞのヒーローあらわる！                   | 木戸雄一郎 | 川越淳            | 6月27日       |
| 第14話 | ラファエルのスーパーガシャリンコ！         | 米山昴     | 矢野博之          | 7月4日        |
| 第15話 | ぼく、どうしていえないんだろう             | 木戸雄一郎 | 長嶋佳代子        | 7月11日       |
| 第16話 | みんなでたんけんピクニック                 | 米山昴     | 長嶋佳代子        | 7月18日       |
| 第17話 | カブクワがっせん！                         | 米山昴     | 長嶋佳代子        | 7月25日       |
| 第18話 | シャルロットとすずらんでんわ               | 木戸雄一郎 | 矢野博之          | 8月1日        |
| 第19話 | おばけでびっくり！おおさわぎ               | 米山昴     | 矢野博之          | 8月8日        |
| 第20話 | もりのひらめきゲームパーティー             | 米山昴     | なべしげ          | 8月15日       |
| 第21話 | みんなのアリがとうメダル                   | 木戸雄一郎 | なべしげ          | 8月22日       |
| 第22話 | テオとアクセル、でこぼこアドベンチャー     | 米山昴     | 川越淳            | 8月29日       |
| 第23話 | アダム、つきへいく                         | 木戸雄一郎 | 川越淳            | -             |
| 第24話 | ミアとおひさまプレゼント                   | 米山昴     | 長嶋佳代子        | -             |
| 第25話 | すずらんでんわと じかんりょこう            | 木戸雄一郎 | 川越淳            | -             |
| 第26話 | みんなのてづくりパーティー                 | 木戸雄一郎 | なべしげ          | -             |